# Piges (métro léger de Charleroi)
Piges est la première station de l'antenne vers Anderlues et de l'antenne vers Gosselies du métro léger de Charleroi. Elle est située sur la Chaussée de Bruxelles, dans la Section Dampremy de Charleroi en Belgique. Elle dessert notamment le Terril des Piges.
Mise en service en 1980, elle est desservie par les lignes M1, M2 et M3 du métro.

## Situation sur le réseau

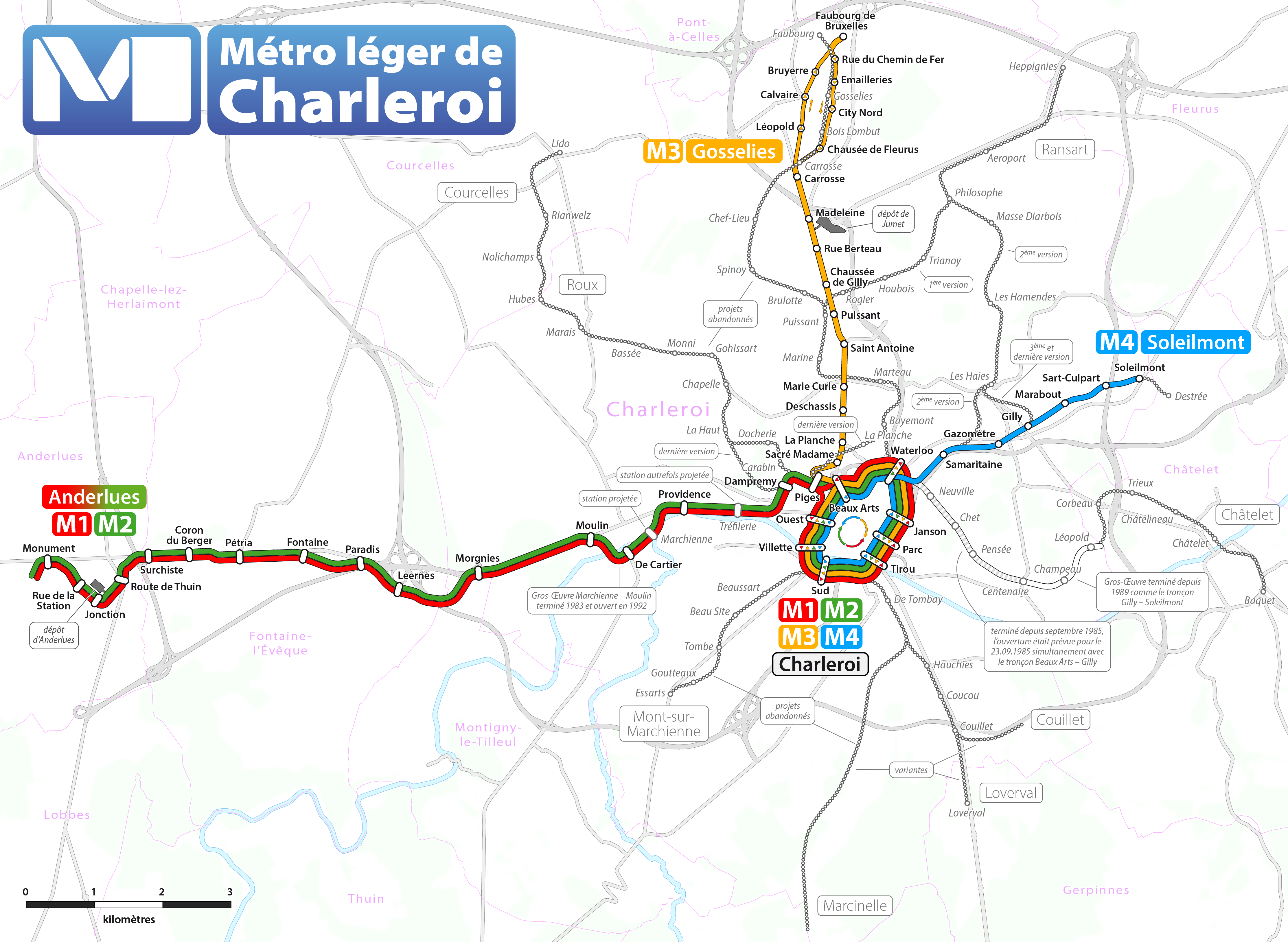
Plan du réseau.

Établie en partie en aérien, Piges est une station commune à l'antenne vers Anderlues et l'antenne vers Gosselies du métro léger de Charleroi. Sur l'antenne vers Anderlues, elle est située avant la station Dampremy et sur l'antenne vers Gosselies, elle est située avant la station Sacré Madame. Elle est également située avant les stations Palais et Ouest de la Boucle Charleroi Centr . 
Un embranchement permet aux trams de rejoindre la chaussée de Bruxelles. Cet embranchement et le reste de l'antenne vers Gosselies ont été remis à niveau pour permettre la mise en service de la ligne M3, qui a eu lieu en juin 2013.

## Histoire
La station Piges est mise en service le 30 juin 1980, lors de l'ouverture à l'exploitation du tronçon depuis la station Ouest. Elle est nommée en référence au Terril des Piges situé juste à l'ouest de la station et sous lequel est construit le tunnel de l'antenne vers Anderlues. . Du fait de la pente, une partie de la station est en viaduc, l'autre partie repose sur le sol. La station se trouve sur la Chaussée de Bruxelles et dessert une zone de commerces et d'habitations. La station est sobrement décorée, dans un style assez semblable aux stations Paradis, Leernes et Morgnies. Le jaune est alors la couleur prédominante de la station.

Vue du viaduc et l'accès à la station
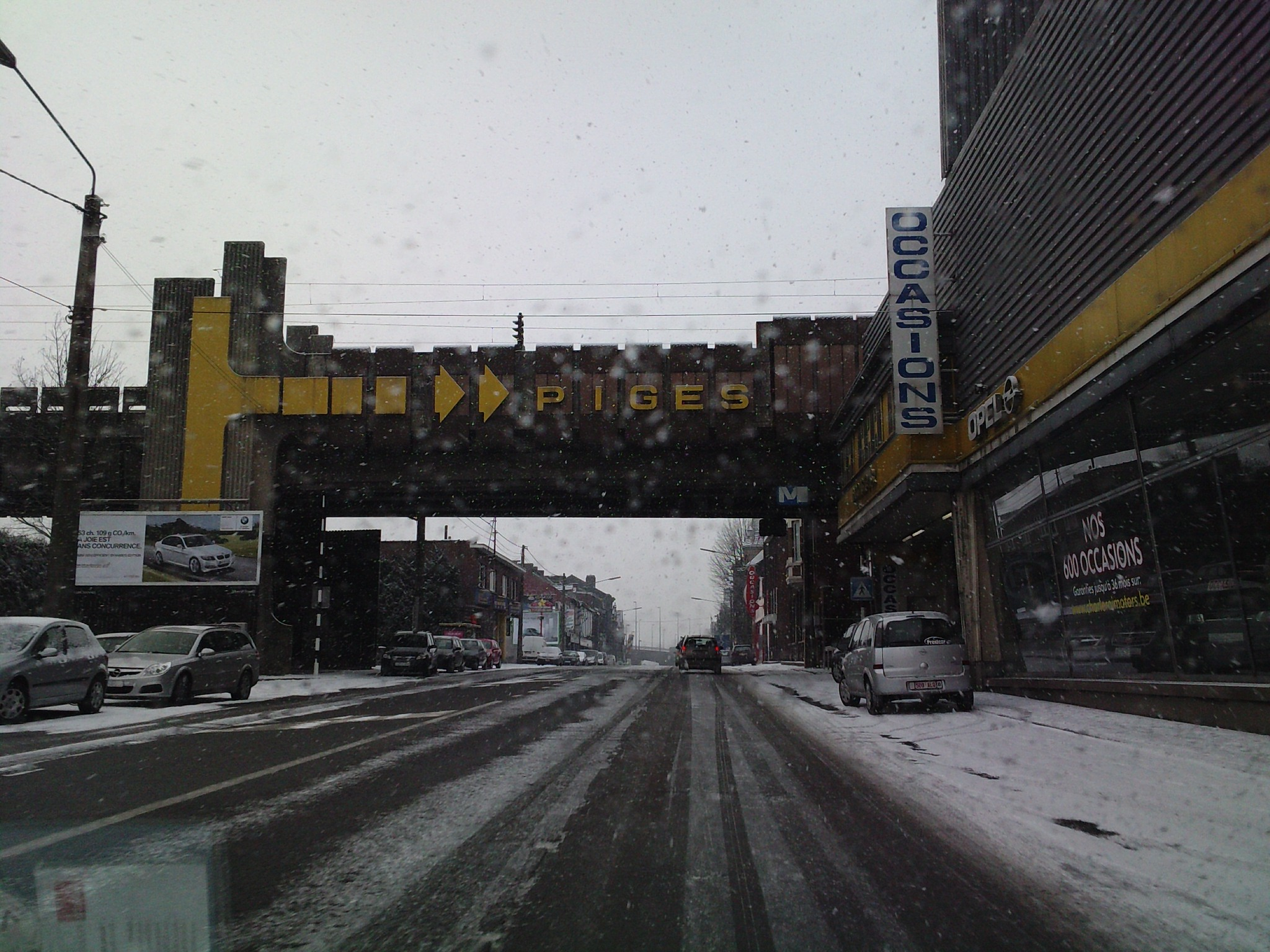
En 2010.
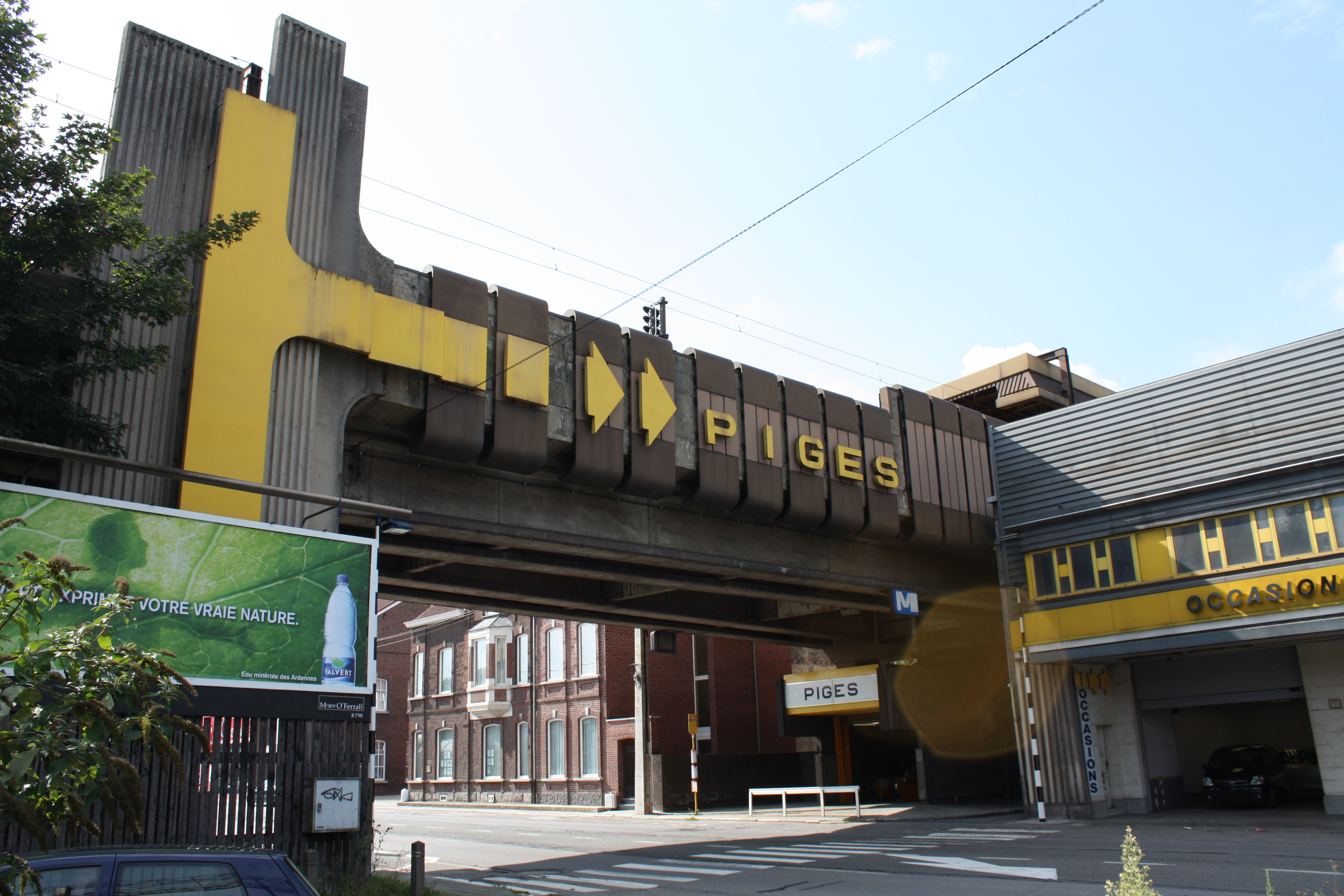
En 2009.

En septembre 2014, débute un chantier de rénovation prévu pour durer 12 mois. Elle ne pourra pas être mise en accessibilité pour les personnes à la mobilité réduite du fait d'un espace pas assez important pour y inclure un ascenseur. À l'automne 2015, se termine cette importante rénovation qui a nécessité une dépense de 913 000 euros. Ce chantier, réalisé sans fermeture de la station, a notamment consisté à refaire les quais, remplacer le mobilier et l'éclairage, mais aussi renouveler l'aspect de la station avec comme matériaux : « béton brut, tôle perforée, brique ton rouge, tôle d’acier, grille acier galvanisé… »,.

## Services aux voyageurs

### Accès et accueil
La station dispose d'un unique accès sous le viaduc, sur la chaussée de Bruxelles, il est équipé d'un escalier fixe et de deux escaliers mécaniques.

Installations en 2015
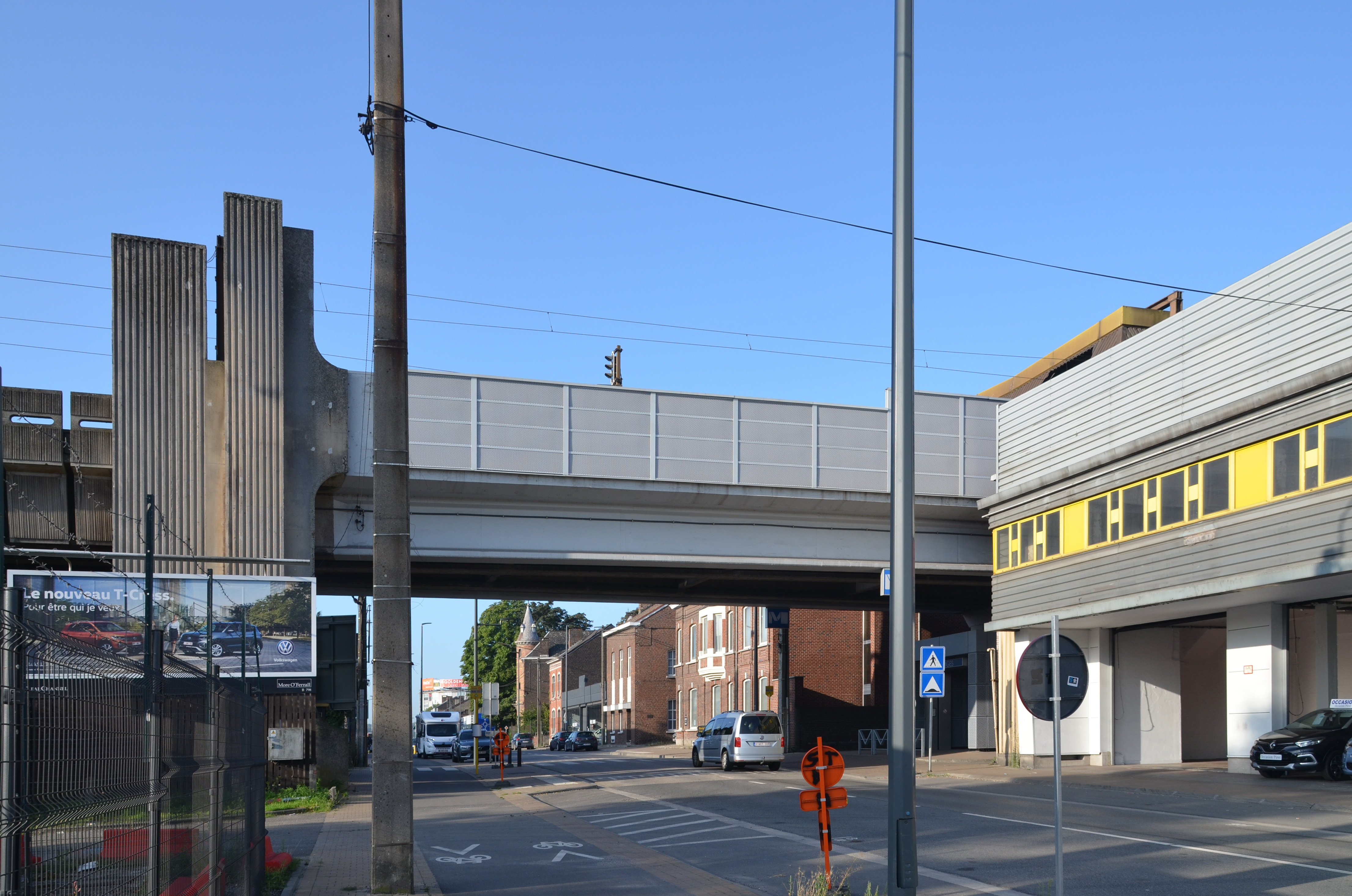
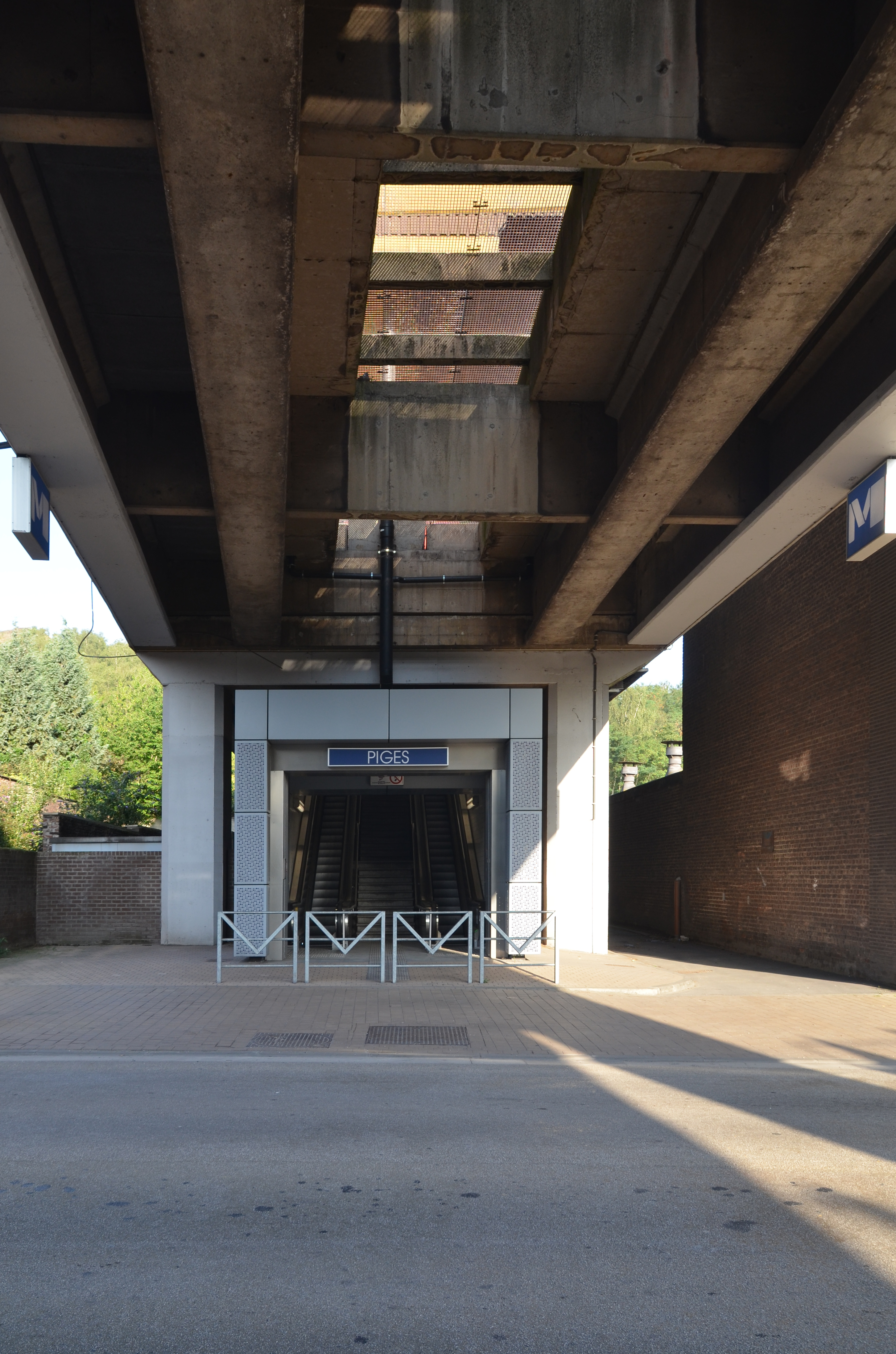
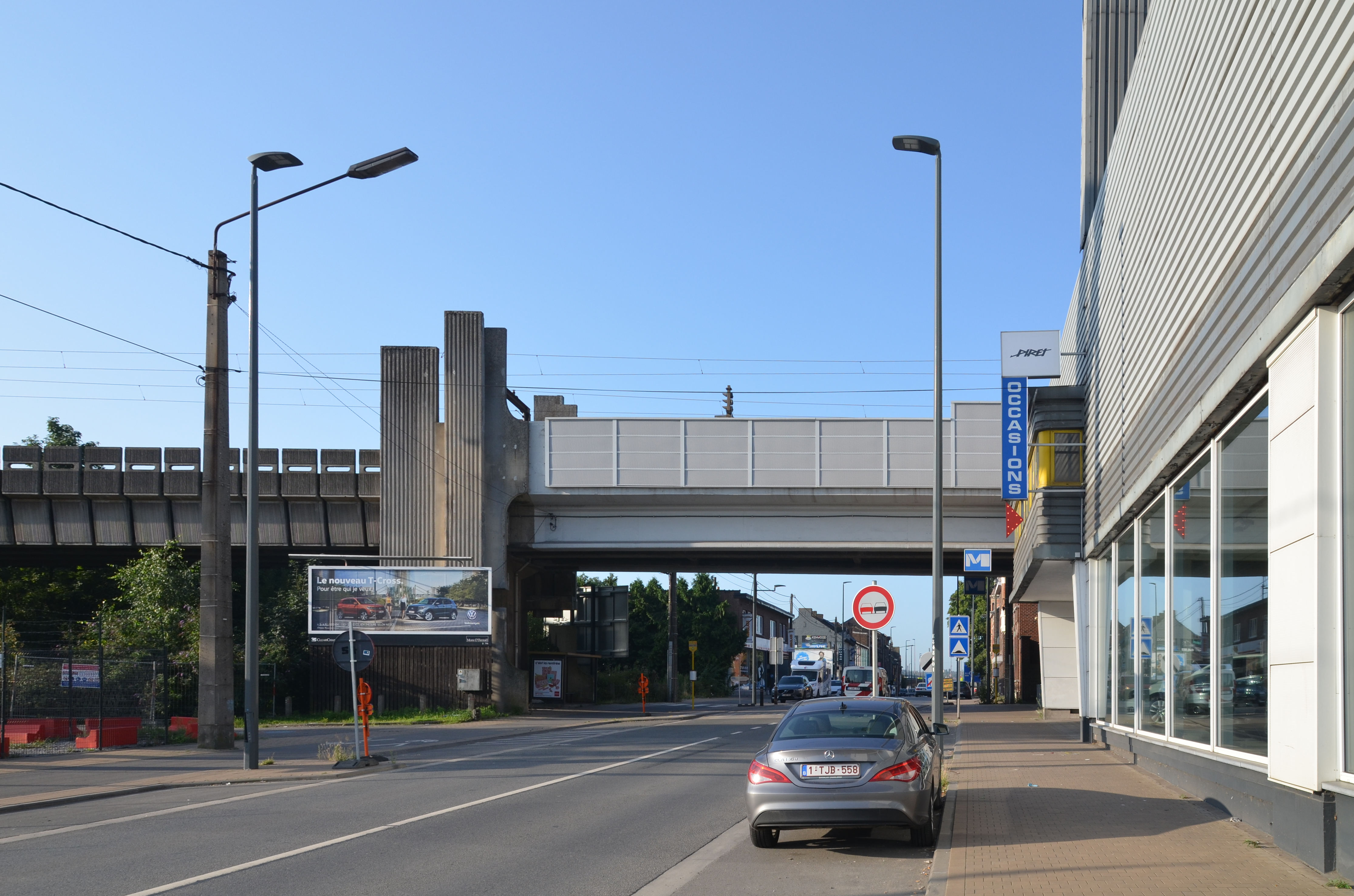

### Desserte
Piges est desservie par les rames des lignes M1, M2 et M3 du métro.

Installations et desserte
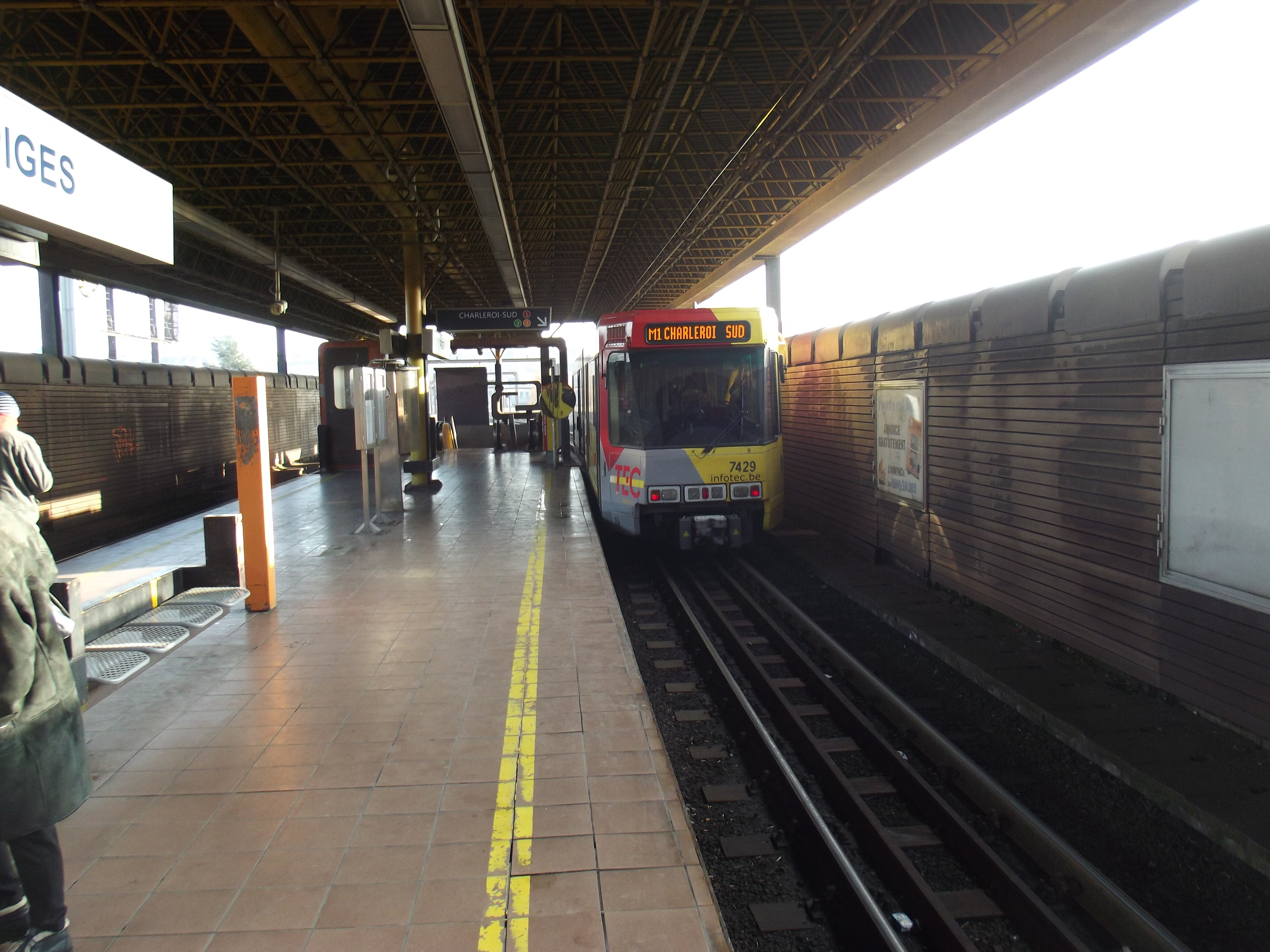
En 2013, avant rénovation.
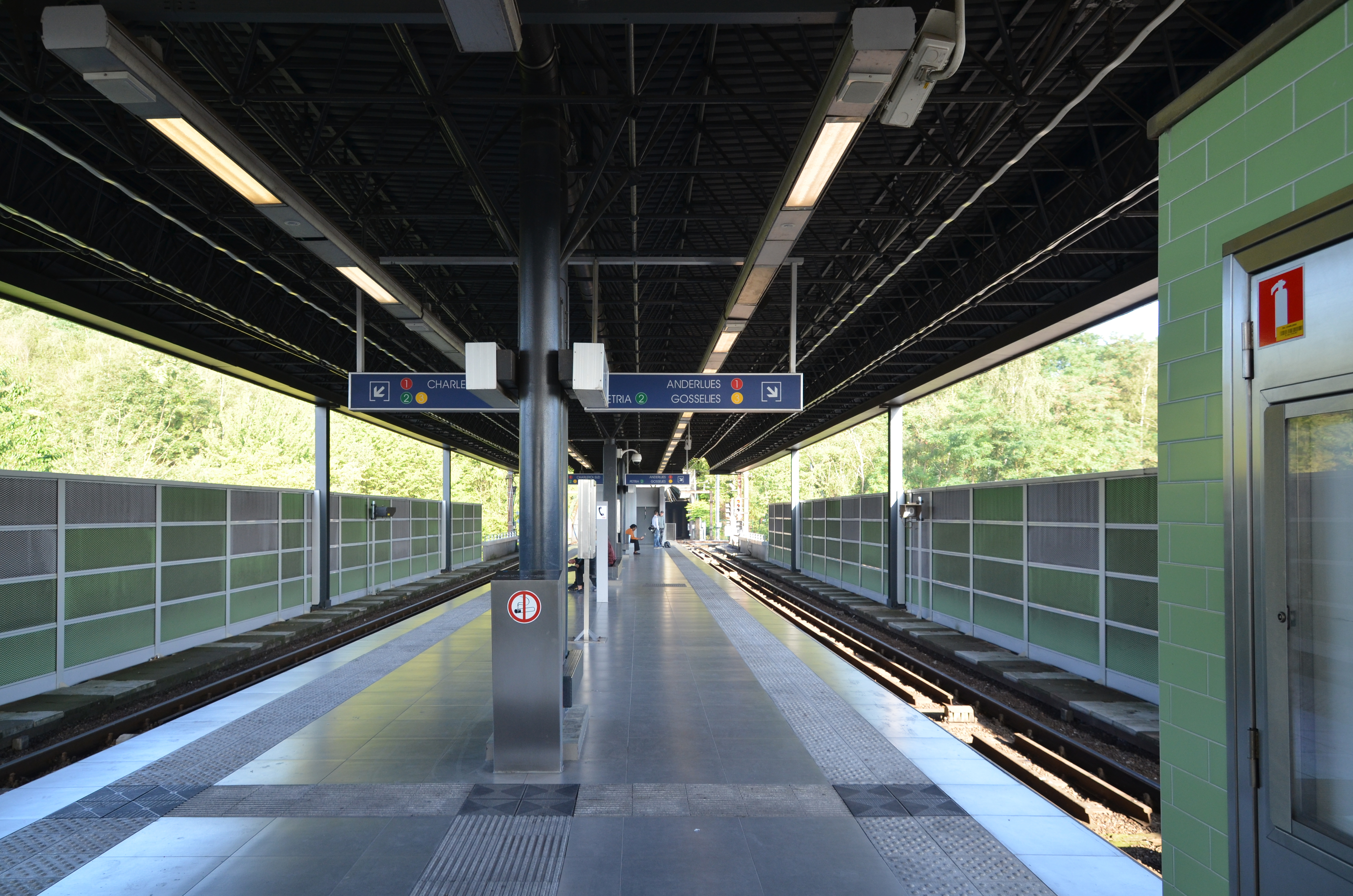
En 2015, après rénovation.

### Intermodalité
À proximité, des arrêts de bus sont desservis par les lignes 365a, M3ab et MIDO.

## L'art dans la station

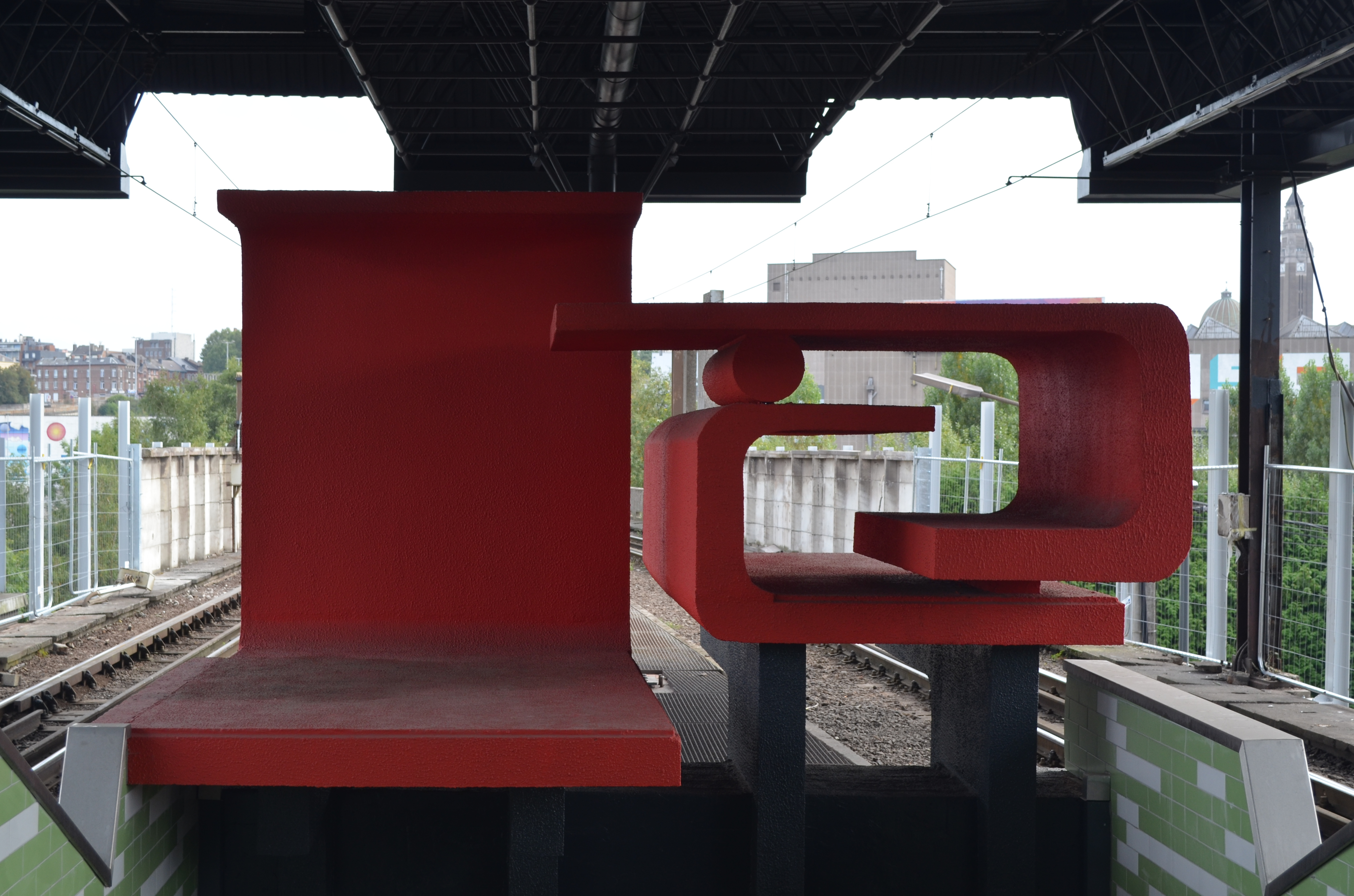
Sculpture, auteur inconnu.

Une sculpture est présente dans la station, initialement peinte en jaune .